# متحف بيت صمد فورغون
متحف بيت صمد فورغون (بالأذربيجانية: Səməd Vurğunun Ev Muzeyi) - هو المتحف التذكاري الأول الذي تم تأسيسه لإدامة ذكرى الشاعر الأذربيجاني الحائز على جائزة الدولة مرتين، صمد فورغون.

## تاريخ المتحف
تم التأسيس متحف بيت صمد فورغون في 1975، 6 أكتوبر بموجب القرار لحكومة.
في 1976، تم إنشاء فرع المتحف «بيت شعر صمد فورغون» في قرية يوخاري صالحلي.
وقع رائس جمهورين أذربيجان إلهام علييف أمرا عن إصلاح وإعادة «بيت شعر صمد فورغون»، في عام 2004.
في 9 فبراير 2011، تم افتتاح «بيت الشعر صمد فورغون» في منطقة قازاخ التي ولد شاعر فيها.
يقع المتحف في مبنى الذي بني في عام 1986.
يتكون متحف البيت من خمس غرف. المتحف على تبعية وزارة الثقافة(أذربيجان).